# Tonight (singel Jaya Seana)
Tonight – singel pochodzący z reedycji albumu My Own Way. Piosenkę wydano 18 stycznia 2009 roku w wersji digital, a tydzień później na płycie. Jednak teledysk można było obejrzeć już 17 listopada 2008 roku.

## Track listy
| Lp.                         | Tytuł                                | Czas |
| --------------------------- | ------------------------------------ | ---- |
| Digital CD1: Island         |                                      |      |
| 01.                         | "Tonight (Josh Harris Remix)"        | 3:39 |
| 02.                         | "Tonight (Crazy Cousinz Remix)"      | 5:06 |
| 03.                         | "Tonight (DJ Shadow Dubai Remix)"    | 4:50 |
| Maxi CD/Digital CD2: Island |                                      |      |
| 01.                         | "Tonight (Radio Edit)"               | 3:25 |
| 02.                         | "Tonight (FP Radio Edit)"            | 3:24 |
| 03.                         | "Tonight (Crazy Cousinz Radio Edit)" | 3:22 |
| 04.                         | "Tonight (Punjabi Hit Squad Remix)"  | 4:16 |
| 05.                         | "I’m Gone (Acoustic Version)"        | 4:08 |

## Notowania
| Notowanie             | Najwyższa pozycja |
| --------------------- | ----------------- |
| Wielka Brytania       | 23                |
| Wielka Brytania R’n’B | 5                 |
| Rumunia               | 13                |
| Turcja                | 18                |
| Polska                | 11                |
| Europa                | 59                |
| U.L Top 150           | 3                 |

## Dodatkowe informacje
- Utwór ten doczekał się oficjalnego remiksu, który pojawi się na trzecim albumie studyjnym Jaya Seana.